# Sociaalpedagogische hulpverlening
Sociaalpedagogische hulpverlening (SPH) is een vakgebied dat in Nederland onderwezen wordt op hbo-niveau.
Degenen die een studie SPH aan een hogeschool met goed gevolg hebben afgerond ontvangen een getuigschrift en mogen de titel Bachelor of Social Work (BSW) voeren. De opleiding is gericht op een loopbaan als hulpverlener in allerlei situaties waar mensen zich niet zelfstandig kunnen redden in de maatschappij. 

In Vlaanderen heet de opleiding Bachelor in de orthopedagogie, of gewoon "opvoeder".

## Doelgroepen van de hulpverlening
De opleiding kan zijn gericht op het werken met kinderen, pubers en jongvolwassenen, volwassenen of ouderen. Studenten leren allereerst vast te stellen welke problemen een cliënt heeft en of zij samen oplossingen kunnen bedenken om de situatie van de cliënt te verbeteren. Daarnaast leert men in deze opleiding om cliënten te helpen bij een zinvol dagelijks bestaan. 
De werkzaamheden waar deze opleiding voor opleidt worden meestal in teamverband uitgevoerd en de beroepsbeoefenaren hebben veel contacten met mensen uit andere organisaties en instellingen.

## Werkomgeving
Afgestudeerden met de titel Bachelor of Social Work zijn opgeleid voor een werkkring in:
- de jeugdzorg
- de zorg voor (verstandelijk) gehandicapten
- de psychiatrie
- de ouderenzorg
- de ambulante zorg.

Met de studie SPH kunnen studenten in de volgende beroepsrichtingen terecht:
- de psychiatrie voor delinquentenzorg
- de verslavingszorg
- spel aan huis
- het gevangeniswezen
- de zorg voor vluchtelingen en asielzoekers
- de algemene gezondheidszorg.

## Bachelor of Social Work
SPH maakt met de opleiding Maatschappelijk Werk en Dienstverlening (MWD) en de opleiding Culturele en Maatschappelijke Vorming (CMV) deel uit van de afdeling Social Work. In het eerste studiejaar hebben deze opleidingsrichtingen veel gemeenschappelijk: projecten, cursussen en trainingen. Per opleidingsrichting verschilt de focus, zodat elke richting een eigen route volgt. Het voordeel van deze benadering is dat de studenten van de verschillende richtingen elkaar leren kennen en zo worden voorbereid op het interdisciplinair samenwerken in de beroepspraktijk. Na de propedeuse kunnen studenten relatief eenvoudig naar een van de andere opleidingen overstappen.
De meeste Nederlandse hogescholen bieden de opleidingen aan.